# Lidija Lopuchova
Lidija Vasiljevna Lopuchova (ryska: Лидия Васильевна Лопухова), från 1942 Baroness Keynes, född 21 oktober 1892 i Sankt Petersburg, Ryssland, död 8 juni 1981 i Seaford, East Sussex, var en berömd rysk ballerina. Hon var gift med den brittiske nationalekonomen John Maynard Keynes från 1925 till hans död 1946.
Lopuchova fick sin skolning i klassisk balett vid Mariinskijteatern. 1910 anslöt hon sig till Ballets Russes, men lämnade denna för att turnera i USA.